# Alejandro Carbonero
Alejandro Carbonero o de Comana, en latín Alexander Carbonarius (Comana Pontica, actual Turquía, finales del siglo II - ca. 251) fue un obispo del Asia Menor. Su profesión era carbonero. Es venerado como santo por diversas confesiones cristianas.

## Biografía
Tan sólo es conocido por la referencia que hace de él Gregorio de Nisa en un sermón dedicado a Gregorio Taumaturgo. Es venerado como santo cuya festividad se celebra el 11 de agosto. Según este escrito, era un hombre virtuoso que vivía modestamente su oficio de carbonero en Comana Pontica, en el Asia Menor (actual Gumenek, Turquía).
Al morir el obispo, el pueblo pidió a Gregorio Taumaturgo que nombrara a su sucesor. San Gregorio rechazó a los candidatos presentados y cuando lo explicó alegando que ninguno de ellos tenía suficientes virtudes, un ciudadano sugirió que hiciera obispo a Alejandro, el carbonero, que era conocido por su virtud, humildad y caridad. Gregorio se informó y decidió nombrarlo; cuando lo presentó vestido de sacerdote, el pueblo lo aceptó. 
Fue nombrado "filósofo": su filosofía era preferir las cosas celestiales a las terrenales. Alejandro dirigió acertadamente su sede hasta la persecución de Decio en 251, cuando fue martirizado en la hoguera. El Martirologio Romano lo resume en estos términos:

En Comana, en el Ponto (Armenia), san Alejandro, de sobrenombre Carbonero, obispo, que a partir de la filosofía alcanzó la eminente ciencia de la humildad cristiana y, elevado por san Gregorio Taumaturgo a la sede episcopal de aquella Iglesia, fue célebre no sólo por su predicación, sino también por haber sufrido el martirio por el fuego (s. III).